# Vladimirs Voronkovs
Vladimirs Voronkovs, ros. Władimir Wasiljewicz Woronkow, Владимир Васильевич Воронков (ur. 23 marca 1963) – łotewski żużlowiec.

## Życiorys
W polskiej lidze jeździł w barwach Apatora Toruń (1992), Iskry Ostrów Wielkopolski (1993-1994), SC Holday Łódź (1995), RKM Rybnik (1996-1997), ponownie SC Holiday Łódź (1998) oraz ŁTŻ Łódź (1999). W 1998 r. zdobył Indywidualne Mistrzostwo Łotwy, natomiast w 2001 r. uczestniczył w Klubowym Pucharze Europy, gdzie zdobył brązowy medal z drużyną SK Lokomotīve Dyneburg. Voronkovs karierę zakończył po złamaniu nogi w 2003 r.

## Przynależność klubowa
ZSRR / Rosja
- Barykada Leningrad (1981–1990)
- SK Lokomotīve Dyneburg (1991)
- SK Lokomotīve Dyneburg (Łotwa, 1994–2003)

Polska
- Apator Toruń (1992)
- Iskra Ostrów Wielkopolski (1993–1994)
- SC Holiday Łódź (1995)
- RKM Rybnik (1996–1997)
- SC Holiday Łódź (1998)
- ŁTŻ Łódź (1999)

Finlandia
- V&U Maski FMS Forssa (1995)
- Newa Sankt Petersburg (Rosja, 1997–2002)